# Chimica clinica
La chimica clinica, o biochimica clinica, è un ramo della biochimica di laboratorio che si occupa dello studio delle alterazioni biochimiche di natura patologica e dell'applicazione di tecniche analitiche chimico-strumentali ed immunochimiche per effettuare determinazioni diagnostiche o di routine sui liquidi biologici. Essa è di ausilio ai servizi di patologia clinica, specialità medica che si occupa di raccogliere e interpretare i dati analitici provenienti da diversi reparti specialistici di medicina di laboratorio con lo scopo di poter effettuare una diagnosi chiara e precisa. La biochimica clinica rappresenta anche un supporto alla tossicologia, nell'ambito di comuni determinazioni biochimiche.
Esistono metodiche di laboratorio particolarmente accurate per la determinazione di specifiche classi di parametri analitici. Quando diverse metodiche, che possono essere utilizzate in modo equivalente, in base alla dotazione di laboratorio, portano a risultati sensibilmente differenti in funzione della metodica utilizzata, è necessario indicare nel referto anche la tecnica utilizzata per effettuare la determinazione dello specifico parametro. Nei casi più comuni, la refertazione viene effettuata indicando il parametro oggetto della misura, il livello di precisione e l'unità di misura utilizzata. I valori ricavati vengono poi comparati con gli intervalli di valori ritenuti fisiologici; in seguito ad anamnesi, esame obiettivo ed eventuali altri controlli specialistici il medico potrà poi essere in grado di effettuare una diagnosi patologica.
Vengono comunemente effettuate in chimica clinica le seguenti determinazioni:
- Carboidrati e loro metaboliti
- Azoto non proteico
- Proteine
- Lipidi
- Ormoni
- Enzimi ed isoenzimi
- Emoglobina e suoi metaboliti
- Elettroliti e oligominerali
- Vitamine
- Emogasanalisi (ioni idrogeno, bicarbonatemia, anidride carbonica, ossigeno)
- Osmolarità
- Sostanze utilizzate per studi funzionali (es. inulina, acido p-amminoippurico, fenosulfonftaleina ecc.)
- Farmaci e tossici